# Leichtathletik-Europameisterschaften 1954/400 m der Männer

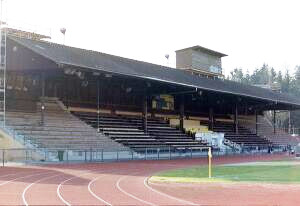
Tribüne des Stadions Neufeld in Bern

Der 400-Meter-Lauf der Männer bei den Leichtathletik-Europameisterschaften 1954 wurde vom 25. bis 27. August 1954 im Stadion Neufeld in Bern ausgetragen.
Europameister wurde der sowjetische Läufer Ardalion Ignatiew – zwei Tage später Silbermedaillengewinner über 200 Meter. Den zweiten Platz belegte der Finne Voitto Hellstén. Bronze ging an den Ungarn Zoltán Adamik.

## Rekorde

### Bestehende Rekorde
| Weltrekord           | 45,8 s | George Rhoden | Eskilstuna, Schweden           | 22. August 1950 |
| Europarekord         | 46,0 s | Rudolf Harbig | Frankfurt am Main, Deutschland | 12. August 1939 |
| Meisterschaftsrekord | 47,3 s | Derek Pugh    | EM Brüssel, Belgien            | 25. August 1950 |

### Rekordverbesserungen
Der bestehende EM-Rekord wurde zweimal verbessert. Außerdem gab es vier neue Landesrekorde.
- Meisterschaftsrekorde:
  - 47,0 s – Ardalion Ignatiew (Sowjetunion), erstes Halbfinale am 26. August
  - 46,6 s – Ardalion Ignatiew (Sowjetunion), Finale am 27. August
- Landesrekorde:
  - 47,1 s – Voitto Hellstén (Finnland), erstes Halbfinale am 26. August
  - 46,6 s – Ardalion Ignatiew (Sowjetunion), Finale am 27. August
  - 47,0 s – Voitto Hellstén (Finnland), Finale am 27. August
  - 47,6 s – Zoltán Adamik (Ungarn), Finale am 27. August

## Vorrunde
25. August 1954, 17:45 Uhr
Die Vorrunde wurde in sechs Läufen durchgeführt. Die ersten beiden Athleten pro Lauf – hellblau unterlegt – qualifizierten sich für das Halbfinale.

### Vorlauf 1
| Platz | Name              | Nation      | Zeit (s) |
| ----- | ----------------- | ----------- | -------- |
| 1     | Ardalion Ignatiew | Sowjetunion | 47,9     |
| 2     | Vincenzo Lombardo | Italien     | 48,2     |
| 3     | Gerard Mach       | Polen       | 48,9     |
| 4     | José Fórmiga      | Spanien     | 50,3     |
| 5     | Gerald Wicher     | Österreich  | 51,8     |

### Vorlauf 2
| Platz | Name             | Nation         | Zeit (s) |
| ----- | ---------------- | -------------- | -------- |
| 1     | Hans Geister     | BR Deutschland | 47,9     |
| 2     | Rolf Back        | Finnland       | 48,4     |
| 3     | Edmunds Pīlāgs   | Sowjetunion    | 48,8     |
| 4     | Charles Cuvelier | Frankreich     | 50,3     |

### Vorlauf 3
| Platz | Name                | Nation         | Zeit (s) |
| ----- | ------------------- | -------------- | -------- |
| 1     | Voitto Hellstén     | Finnland       | 47,7     |
| 2     | Karl-Friedrich Haas | BR Deutschland | 47,8     |
| 3     | Peter Fryer         | Großbritannien | 48,0     |
| 4     | Rudolf Haidegger    | Österreich     | 51,4     |

### Vorlauf 4

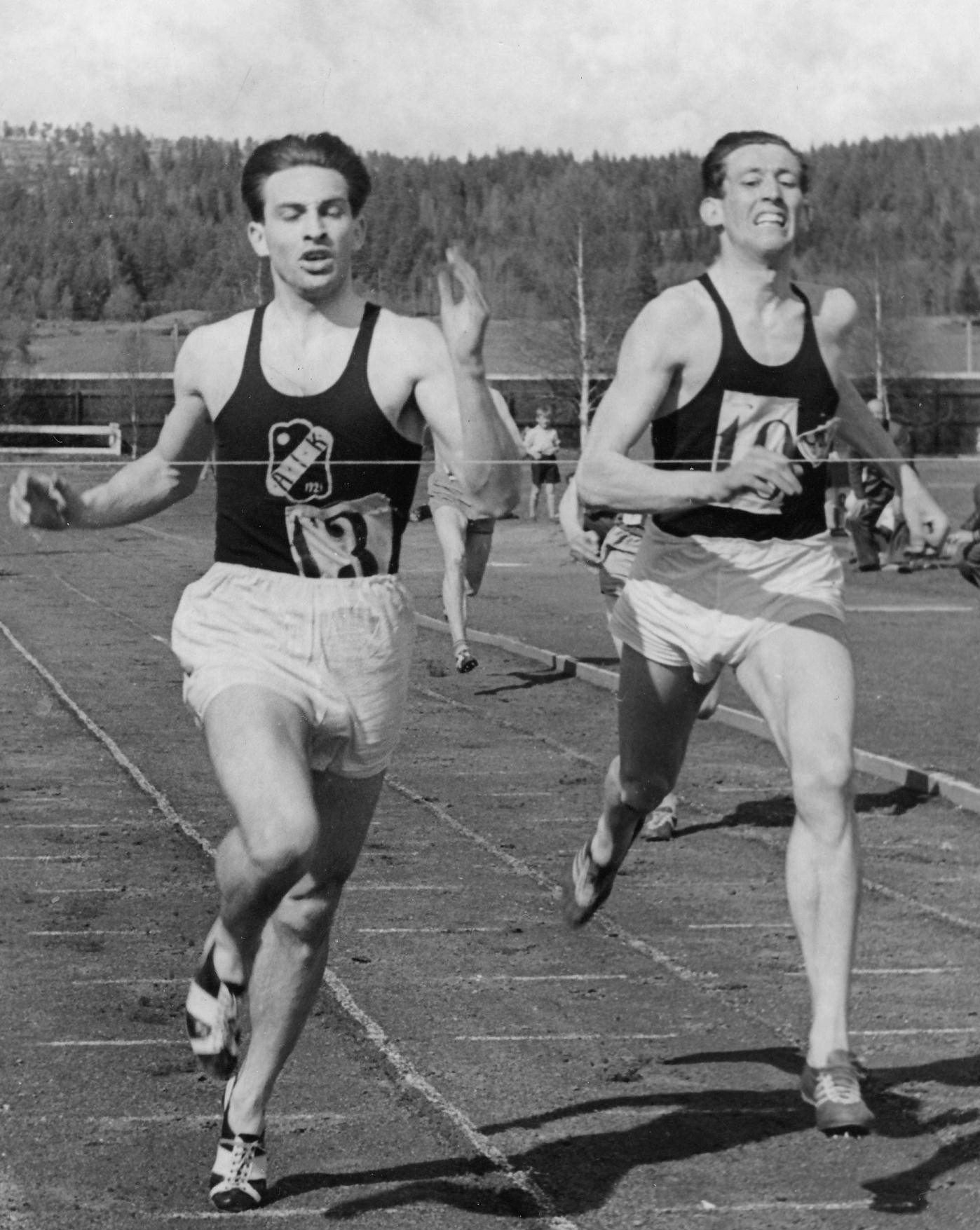
Gösta Brännström (links) schied mit seinem dritten Platz im fünften Vorlauf aus

| Platz | Name                     | Nation       | Zeit (s) |
| ----- | ------------------------ | ------------ | -------- |
| 1     | Jean-Paul Martin du Gard | Frankreich   | 48,4     |
| 2     | Lars-Erik Wolfbrandt     | Schweden     | 48,7     |
| 3     | Vasilios Syllis          | Griechenland | 48,8     |
| 4     | Lech Sierek              | Polen        | 49,6     |

### Vorlauf 5
| Platz | Name             | Nation         | Zeit (s) |
| ----- | ---------------- | -------------- | -------- |
| 1     | Zoltán Adamik    | Ungarn         | 47,9     |
| 2     | Alan Dick        | Großbritannien | 48,4     |
| 3     | Gösta Brännström | Schweden       | 48,7     |
| 4     | René Weber       | Schweiz        | 49,3     |

### Vorlauf 6
| Platz | Name              | Nation     | Zeit (s) |
| ----- | ----------------- | ---------- | -------- |
| 1     | Jean-Jacques Hegg | Schweiz    | 47,7     |
| 2     | Jacques Degats    | Frankreich | 48,5     |
| 3     | Marcello Dani     | Italien    | 49,1     |
| 4     | Egon Solymossy    | Ungarn     | 49,4     |

## Halbfinale
26. August 1954, 17:15 Uhr
In den beiden Halbfinalläufen qualifizierten sich die jeweils ersten drei Athleten – hellblau unterlegt – für das Finale.

### Lauf 1

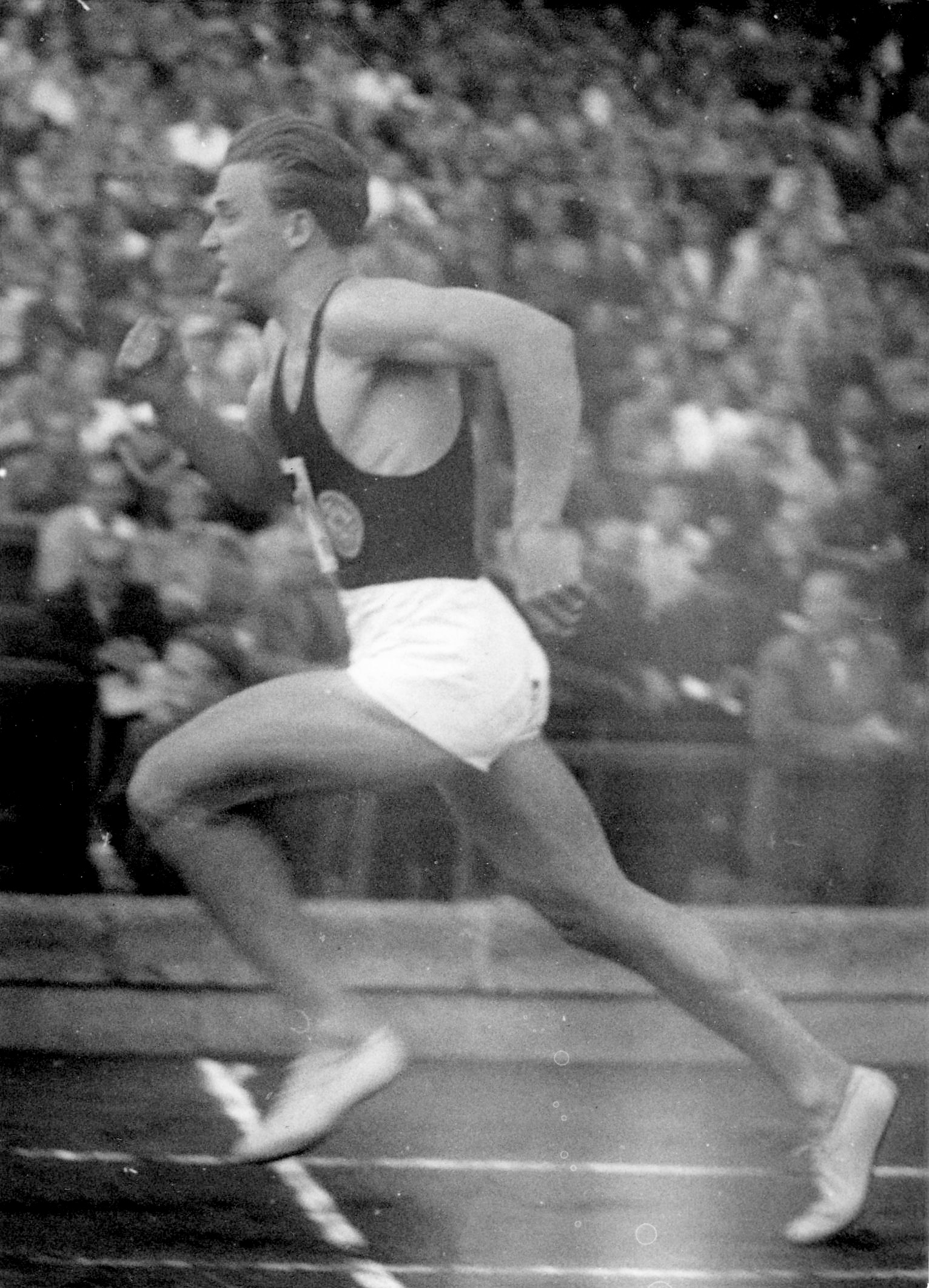
Lars-Erik Wolfbrandts fünfter Platz im ersten Halbfinallauf reichte nicht für die Finalteilnahme – vier Jahre zuvor hatte er Bronze gewonnen

| Platz | Name                 | Nation         | Zeit (s) |
| ----- | -------------------- | -------------- | -------- |
| 1     | Ardalion Ignatiew    | Sowjetunion    | 47,0 CR  |
| 2     | Voitto Hellstén      | Finnland       | 47,1 NR  |
| 3     | Jacques Degats       | Frankreich     | 47,8     |
| 4     | Vincenzo Lombardo    | Italien        | 48,4     |
| 5     | Lars-Erik Wolfbrandt | Schweden       | 48,8     |
| DSQ   | Hans Geister         | BR Deutschland |          |

### Lauf 2
| Platz | Name                     | Nation         | Zeit (s) |
| ----- | ------------------------ | -------------- | -------- |
| 1     | Karl-Friedrich Haas      | BR Deutschland | 47,9     |
| 2     | Zoltán Adamik            | Ungarn         | 48,1     |
| 3     | Jean-Jacques Hegg        | Schweiz        | 48,1     |
| 4     | Jean-Paul Martin du Gard | Frankreich     | 48,2     |
| 5     | Alan Dick                | Großbritannien | 48,3     |
| 6     | Rolf Back                | Finnland       | 48,9     |

## Finale

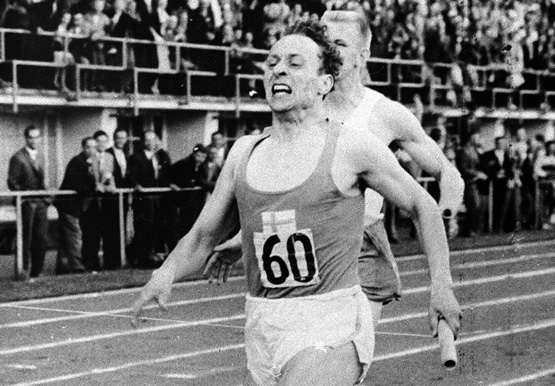
Voitto Hellstén – hier als Staffelläufer – wurde Vizeeuropameister
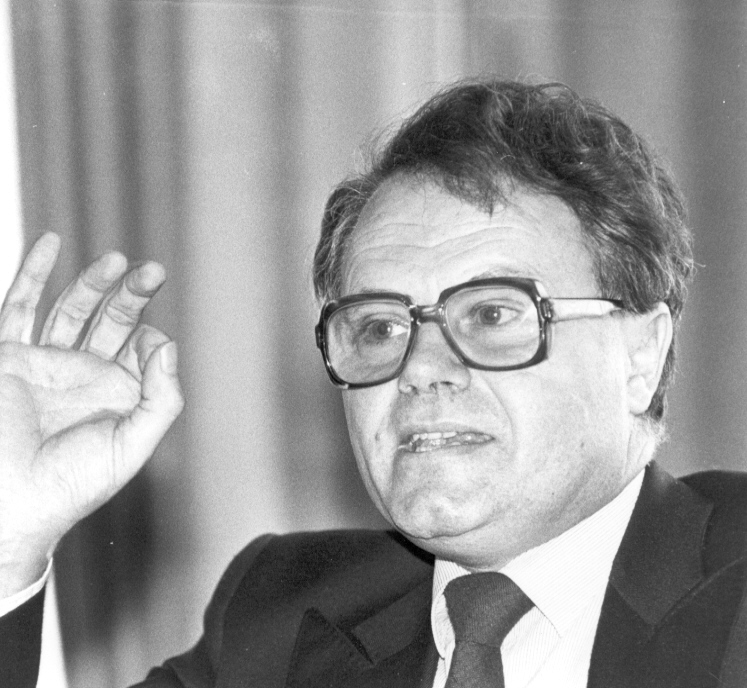
Jean-Jacques Hegg – nach seiner aktiven Laufbahn Politiker und Journalist – belegte den fünften Platz

27. August 1954, 17:20 Uhr
| Platz | Name                | Nation         | Zeit (s)   |
| ----- | ------------------- | -------------- | ---------- |
| 1     | Ardalion Ignatiew   | Sowjetunion    | 46,6 CR/NR |
| 2     | Voitto Hellstén     | Finnland       | 47,0 NR    |
| 3     | Zoltán Adamik       | Ungarn         | 47,6 NR    |
| 4     | Karl-Friedrich Haas | BR Deutschland | 47,6       |
| 5     | Jean-Jacques Hegg   | Schweiz        | 47,8       |
| DSQ   | Jacques Degats      | Frankreich     |            |